# Kärrsjön (Nöbbele socken, Småland)
Kärrsjön är en våtmark, tidigare sjö i Växjö kommun i Småland och ingår i Ronnebyåns huvudavrinningsområde.